# Hordain

Hordain este o comună în departamentul Nord, Franța. În 1 ianuarie 2022 avea o populație de 1.448 de locuitori.